# Лароз, Марк
Марк Лароз (фр. Marc Larose; 23 июня 1959) — сейшельский легкоатлет, участник летних Олимпийских игр 1980 в Москве.
В 1980 году Сейшельские острова впервые принимали участие в Олимпийских играх и были представлены сразу 11 спортсменами. На играх Лароз соревновался сразу в нескольких дисциплинах. В беге на 100 метров спортсмен занял последнее 7 место в своём забеге и завершил выступление уже в первом раунде. Помимо этого, он принял участие в эстафетах 4×100 и 4×400 метров, где также не смог добиться успеха. На обеих дистанциях сейшельская команда занимала 7 место и выбывала с соревнований.